# Буэнос-Айрес (бронепалубный крейсер)
Бронепалубный крейсер «Буэ́нос-А́йрес» — крейсер аргентинских ВМС конца XIX века. Построен в единственном экземпляре. Являлся усовершенствованным вариантом крейсера «Бланко Энкалада», построенного для ВМС Чили, принадлежал к так называемым «элсвикским» крейсерам, строившимся на экспорт британской компанией Sir W.G. Armstrong & Company. Стал последним бронепалубным крейсером построенным фирмой Армстронга для аргентинского флота.

## Проектирование и постройка
Решение заложить новый крейсер для экспорта после «Бланко Энкалады» руководство «Армстронга» приняло в январе 1893 года. Предполагалось построить очень похожий на «Бланко Энкаладу» корабль для будущего покупателя, но с некоторыми усовершенствованиями. Крейсер под строительным номером 612 был заложен на верфи в Элсвике в феврале 1893 года. Покупатель на него нашёлся в том же году — 27 ноября 1893 года, строящийся крейсер был куплен Аргентиной и назван «Буэнос-Айрес».
Целью ставилось создание ещё более мореходного, чем чилийский прототип, корабля, с мощным вооружением. В ходе постройки проект был скорректирован с учётом опыта японо-китайской войны 1894—1895 годов. В частности, конструкторы постарались снизить верхний вес, для чего понизили высоту боевых марсов.

## Конструкция
В отличие от ранних проектов компании «Армстронг», «Буэнос-Айрес», как и «Бланко Энкалада», имел гладкопалубный корпус. Однако по сравнению с чилийским крейсером, высота надводного борта была увеличена на 1,5 метра. Это было сделано для улучшения мореходности и особенно для применения артиллерии в плохую погоду. Днище корабля имело обшивку из тика и медных пластин. Двойное дно теперь простиралось на всю длину корабля, в то время как на «Вейнтисинко де Майо» и «Нуэве де Хулио», оно отсутствовало в районе энергетической установки.
Также, как и на «Бланко Энкалада», фок-мачта находилась впереди мостика. Это было сделано для того, чтобы максимально снизить влияние дульных газов носового тяжёлого орудия на управление кораблём. Подобное решение инженеры компании повторили ещё на ряде проектов.

## Оценка проекта
По мнению многих специалистов, «Буэнос-Айрес» стал наиболее удачным из всех экспортных крейсеров компании «Армстронг».